# دوغلاس زد. دوتي
دوغلاس زد. دوتي (بالإنجليزية: Douglas Z. Doty)‏ هو كاتب سيناريو أمريكي، ولد في 15 أكتوبر 1874 في نيويورك في الولايات المتحدة، وتوفي في 20 فبراير 1935 في لوس أنجلوس في الولايات المتحدة.

## وصلات خارجية
- دوغلاس زد. دوتي على موقع IMDb (الإنجليزية)
- دوغلاس زد. دوتي على موقع قاعدة بيانات الفيلم (الإنجليزية)